# Chris Hero
Chris Spradlin, meglio conosciuto con il ring name Chris Hero (Dayton, 24 dicembre 1979), è un wrestler statunitense sotto contratto con la All Elite Wrestling, dove svolge il ruolo di allenatore.
È stato un pilastro della Ring of Honor e di molte federazioni del circuito indipendente americane e giapponesi, tra cui la Pro Wrestling Noah, la Chikara, la Combat Zone Wrestling, la Pro Wrestling Guerrilla e la Independent Wrestling Association.
Spradlin è anche apparso in un episodio di Airport Security nel 2008, quando venne fermato all'aeroporto di Brisbane per inadeguatezza del visto turistico.

## Carriera

### Circuito indipendente (1998–2011)
Dopo il diploma alla High School Northmont in Clayton, Ohio, Spradlin ha deciso di allenarsi come wrestler professionista nell'estate del 1998. Dopo aver subito una formazione iniziale in Middletown, Ohio, Spradlin ha debuttato il 12 settembre 1998 in Xenia, Ohio wrestling Shawn Halsey nella promozione Unified Championship Wrestling. Spradlin si è allenato per un po' insieme al suo amico, Adam Ghazee, che si faceva chiamare Bo Dacious. Su suggerimento di Matt Stryker, Spradlin subì un'ulteriore formazione al training camp di Les Thatcher Cincinnati organizzato dalla Heartland Wrestling Association tra il maggio 1999 e novembre 1999. Nel dicembre 1999, si recò a Ocala, in Florida, per allenarsi sotto Dory Funk Jr.
Nel 2000, ha lottato con il ring name di Wife Beater. Ha continuato ad utilizzare il carattere Wife Beater fino a quando un gruppo di donne, offeso dal trucco, ha organizzato un boicottaggio ad uno spettacolo a Platteville, in Florida. Il suo personaggio venne anche discusso in un talk show e allora Spradlin cambiò identità e si fece chiamare Chris Hero, per una serie di spettacoli per famiglie e bambini per la NWA West Virginia / Ohio.
Nel 2000, Hero ha iniziato a lavorare per la IWA Mid-South, dove ha ricevuto una formazione complementare da Ian Rotten. Negli anni successivi, Chris ha lavorato insieme a Tracy Smothers sempre nella IWA Mid-South migliorando le sue tecniche. Nell'ottobre 2002, Hero ha partecipato al Camp Blu Bloods Wrestling, gestito dai lottatori inglesi: Dave Taylor, William Regal e dell'Irlanda del Nord: Dave Finlay. Nel luglio 2003, la Chikara lo ha portato da Ultimo Dragon a Città del Messico per imparare di più sulla Lucha Libre.

#### Independent Wrestling Association

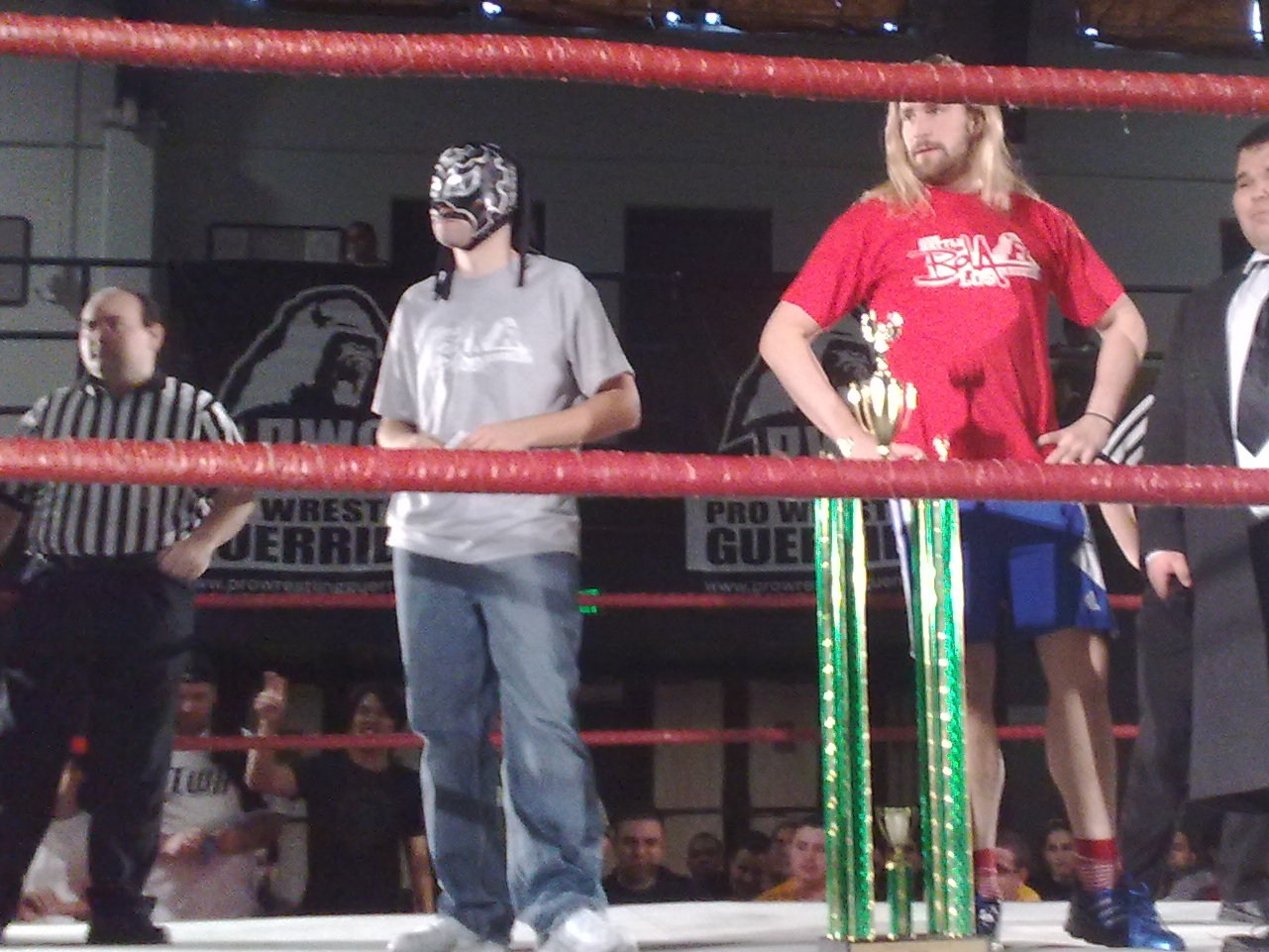
Chris Hero (a destra) con Excalibur nel novembre del 2008

Hero ha debuttato per la IWA Mid-South il 1º luglio 2000, in un match perso contro Harry Palmer. Nel suo primo anno nella promozione, ha vinto l'annuale torneo di Dolce Science 16 (ora conosciuto come Ted Petty Invitational o TPI), sconfiggendo quattro altri lottatori nel torneo (Colt Cabana, American Kickboxer, Ace Steel e Harry Palmer), e senza successo ha sfidato Sabu per l'NWA World Heavyweight Championship a Bloodfeast 2000. Hero fu impegnato in altre faide con il Kid Suicide, American Kickboxer, Mark Wolf e il Thug Rugby. Il 20 ottobre 2001 a Charlestown, Indiana, Hero ha vinto la IWA Mid-South Heavyweight Championship. Ha mantenuto il titolo fino al 5 dicembre di quell'anno, quando ha perso il titolo in favore di CM Punk. Ha riguadagnato il titolo il 12 luglio 2002, in Clarksville, Indiana, sconfiggendo Colt Cabana, e ha perso contro M-Dogg 20 tre mesi dopo, il 5 ottobre sempre a Clarksville. Ha vinto il titolo per la terza volta nel 7 febbraio 2003 sconfiggendo CM Punk in un match durato più di 90 minuti. Il suo terzo regno durò fino al 7 giugno, quando ha perso contro Mark Wolf. Hero riconquistò il titolo in un match contro Danny Daniels il 12 luglio 2003, dopo che Mark Wolf aveva reso vacante il titolo. Riperse il titolo il 2 agosto contro Danny Daniels. Durante l'autunno del 2005, Hero e Arik Cannon hanno continuato la loro faida che avevano iniziato anni prima in IWA-MS.  Alla fine di esso, è diventato un heel dopo essere stato eliminato da Cannon nel terzo turno del 2005 TPI. In seguito ha voltato le spalle a Rotten, i suoi allievi Trik Davis, Mickie Knuckles, Bryce Remsburg e tutti gli altri che erano diventati suoi amici. Hero da allora ha poi distrutto l'IWA Heavyweight Championship. Alla fine del 2005, ha vinto la terza edizione del Torneo Strong Style Revolution, sconfiggendo in finale Necro Butcher.

#### Chikara

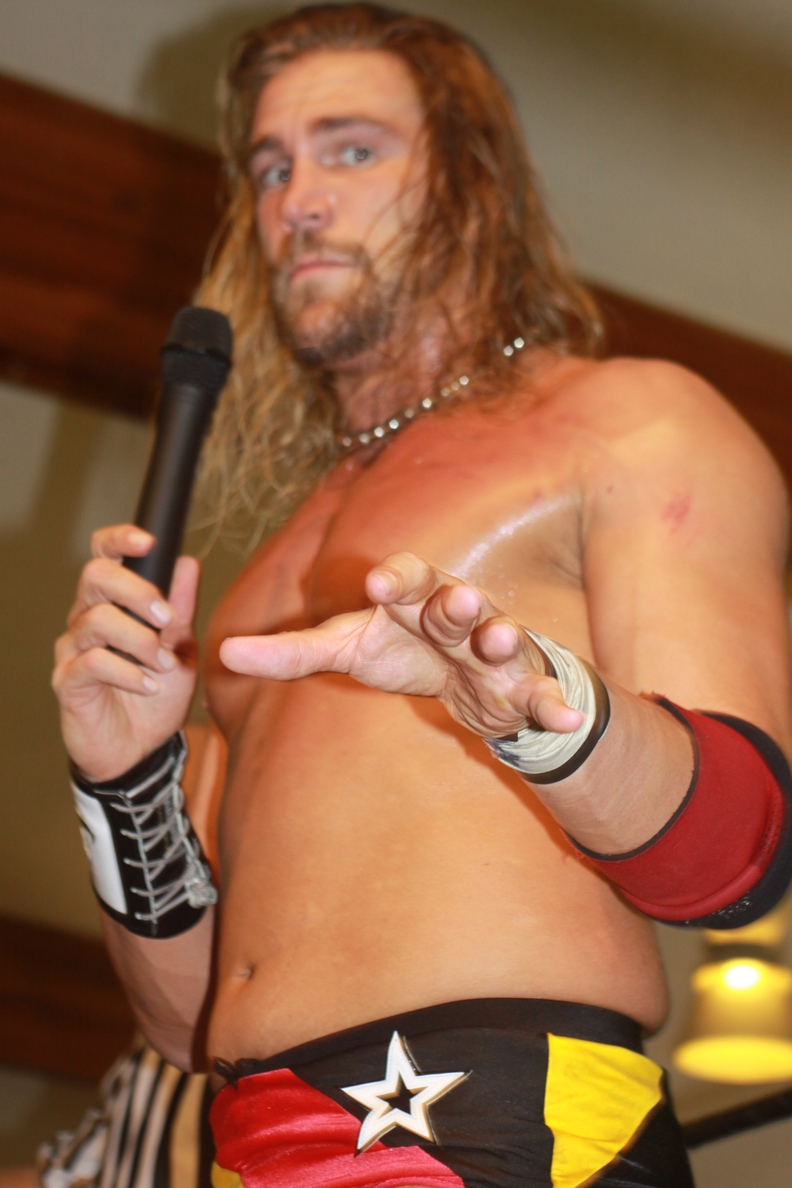
Chris Hero nel 2009

Il 25 maggio 2002, nel corso dello show inaugurale della Chikara, Hero fa coppia con CM Punk e Colt Cabana sconfiggendo Don Montoya, Reckless Youth e Mike Quackenbush. Nel luglio 2003, però, forma con quest'ultimo un tag team noto come SuperFriends. I due sconfissero Skayde e Koichiro Arai durante il primo round della Tag Wars 2003, ma poi vennero eliminati insieme ad Ares e al suo futuro compagno Claudio Castagnoli in un match che aveva 30 minuti di tempo limite e dove non si ottennero schienamenti. Nell'aprile del 2005, la scuola della Chikara si spostò in Pennsylvania e si fuse alla Combat Zone Wrestling. Hero divenne capo allenatore insieme a Quackenbush e Jorge Rivera. Nel febbraio 2005, i SuperFriends splittano quando Hero turna heel contro Quackenbush unendosi ai Kings of Wrestling insieme ad Arik Cannon e Claudio Castagnoli. Il trio inizia subito una rivalità con Quackenbush che dura per tutto il 2005. Cannon lascia poi la Chikara ed è così che Hero e Castagnoli formeranno i veri Kings of Wrestling, che conquistano quasi subito il Chikara Campeonatos de Parejas, titolo appena creato nel 2006. Poco dopo però, Castagnoli firma con la WWE, anche se verrà licenziato senza nemmeno debuttare nella Deep South Wrestling. Per partecipare al King of Trios, Hero prova ad unirsi al Team F.I.S.T. ma viene escluso e così prova a riformare i Kings of Wrestling insieme a Chuck Taylor, anche se non avranno molto successo. Dopo il licenziamento di Castagnoli da parte della WWE, nel 2007 entrambi ritornano nella Chikara e iniziano una faida fra loro nella quale il vincitore avrebbe assunto il controllo totale dell'altro. La sfida ebbe luogo al Rey de Voladores di quell'anno con Mike Quackenbush come arbitro speciale e vinse Hero, che assunse il controllo di Castagnoli. Tuttavia, Hero e Castagnoli ritornano amici e, insieme a Larry Sweeney, formano di nuovo i Kings of Wrestling. Oltre a loro tre, c'erano anche Icarus, Chuck Taylor e Gran Akuma. Hero sfida poi Quackenbush, ma perde per sottomissione quando Quackenbush fa cedere Hero con la Chikara Special. Questa manovra diventerà la bestia nera di Hero poiché anche Lince Dorado, El Pantera, Equinox e Castagnoli faranno cedere Chris con questa manovra. Contro Equinox disputa anche un Hair vs Mask Match, che viene vinto da Hero. Si scopre che dietro l'identità di Equinox, c'è Vin Gerard ed era un luchador impostore. Gerard altri non era che un wrestler allenato da Hero che venne scartato dalla Chikara e ritornò come Equinox per coprirsi con una falsa identità. Hero lascia la Chikara nel 2007, quando Castagnoli prende il suo posto come capo allenatore.

#### Combat Zone Wrestling
Nel dicembre 2002, Hero debutta nella Combat Zone Wrestling, lottando contro Ruckus e vincendo. Lotta un secondo match in coppia con B-Boy contro Nick Cage e Nate Hatred. Hero ritorna in CZW dopo una pausa nell'autunno 2003, ottenendo un posto con contratto nel roster della federazione. Proclamatosi "Savior" della CZW, sconfigge Jimmy Rave il 1º maggio 2004 diventando CZW Ironman Champion. Dopo aver avuto il regno più lungo, perde il titolo a Cage of Death contro B-Boy. Hero forma poi una stable con Castagnoli e Blackjack Marciano chiamata "Few Good Men" ma, in breve, Marciano lascia il gruppo e si riformano i Kings of Wrestling che diventano CZW World Tag Team Champions battendo Toby Klein e Necro Butcher il 10 settembre 2005. Difendono i titoli per diverso tempo contro Joker ed Eddie Kingston. Hero avrebbe dovuto anche partecipare al Best of the Best Tournament ma cede il suo posto a Ruckus, campione CZW. In cambio, Ruckus nomina Hero primo sfidante al titolo dopo il torneo. Chris usa subito la title shot, sconfigge Ruckus e diventa CZW World Heavyweight Champion. Nel frattempo, lui e Castagnoli perdono i titoli di coppia ma li riconquistano vincendo il torneo Last Team Standing, sconfiggendo in finale Human Tornado e Justice Pain. Perdono i titoli quando Castagnoli firma con la WWE, lasciando i titoli a Robbie Mireno e Sabian. Il 7 aprile 2007, Hero viene costretto a lasciare la CZW a causa di un match a stipulazione Loser Leaves CZW. Dopo il match, Hero tiene un emozionante discorso e John Zandig, presidente della federazione estrema, si congratula per il lavoro svolto.
Hero fa il suo ritorno in CZW per una sola notte, il 12 giugno 2010, perdendo contro Egotistico Fantastico.

#### Pro Wrestling Guerrilla
La sua prima apparizione per la Pro Wrestling Guerrilla risale al gennaio 2004 quando partecipa al torneo per decretare i primi PWG World Tag Team Champions. Lui e CM Punk sconfiggono Christopher Daniels e The Messiah al primo round, i Tomaselli Brothers al secondo ma perdono contro Homicide e B-Boy in finale. Otto mesi dopo, fa la sua seconda apparizione perdendo un match contro Super Dragon. Nell'edizione 2005 della All Star Weekend, Hero batte Chris Sabin. Successivamente, sfida Daniels per il TNA X Division Championship, ma non riesce a vincere. Dopo ha anche un match non titolato, ma perde anche quello. In seguito, inizia una rivalità con Joey Ryan per stabilire il wrestler più tecnico e, al match che li vede uno contro uno, il compagno di Team di Ryan, Scott Lost, interviene facendo vincere Ryan. Come conseguenza, Hero e Lost si affrontano all'evento successivo dove a prevalere è Chris. Il 4 febbraio 2008, Hero e Claudio Castagnoli sfidano Davey Richards e Super Dragon in un match con le corone di coppia in palio ma vengono sconfitti dopo un match durato 50 minuti. All'edizione 2006 della Battle of Los Angeles, Hero perde al primo round. Partecipa anche al DDT 4 Tag Team Title Tournament insieme a Castagnoli ma i due perdono al primo turno contro i Briscoe Brothers.
Nel settembre 2007, Hero inizia una rivalità con Human Tornado dopo aver salvato Candice LeRae dal suo assalto nell'edizione 2007 della Battle of Los Angeles. Il feud culmina il 6 luglio 2008, dove Hero batte Tornado in uno Steel Cage Match conquistando il PWG World Championship. Alla Battle of Los Angeles 2008, Hero fa una bella figura arrivando in finale dopo aver battuto nell'ordine Necro Butcher, Scott Lost e Bryan Danielson ma, in finale, viene fermato da Low Ki, che vince il torneo in un match nel quale le due corde più basse del ring si erano rotte nei match precedenti. Tuttavia, Hero rimane campione perché il titolo non era in palio. Era stato anche organizzato un match titolato fra i due, che non ebbe mai luogo perché Low Ki firmò con la WWE e lasciò la PWG. Così, difende il titolo in un Triple Treath contro l'ex campione Human Tornado e Colt Cabana il 21 febbraio 2009 e il 12 aprile, batte Cabana in un match uno contro uno. Joey Ryan prova anche a fermare il regno di Hero da campione, ma viene battuto in uno Steel Cage Match ancora una volta. Dopo aver avuto il regno più lungo, Hero perde il titolo contro Bryan Danielson il 4 settembre 2009, a Guerre Sans Frontieres, fermando il contatore a 425 giorni da campione.
Dopo aver perso il titolo, batte El Generico il 2 ottobre, con una serie di Elbow Drop. Danielson rende anch'egli vacante il titolo alla Battle of Los Angeles 2009 poiché firma con la WWE. Il 30 luglio 2010, Hero usa la sua clausola di rivincita per il titolo, ma il nuovo campione Davey Richards mantiene il titolo. Il 4 settembre, partecipa alla Battle of Los Angeles 2010 battendo Christopher Daniels al primo round, Akira Tozawa al secondo e Brandon Gatson in semifinale, ma ancora una volta perde la finale contro il suo storico rivale Joey Ryan. Dopo il torneo, viene organizzato un Fatal 4-Way valido per il vacante titolo PWG (Richards si era infortunato) fra i quattro semifinalisti del torneo: Hero, Ryan, Gatson e Claudio Castagnoli. Il 9 ottobre 2010, a The Curse of Guerrilla Island, Hero viene battuto dal suo compagno dei Kings of Wrestling Castagnoli che vince il titolo. Tuttavia, i due rimangono amici e sfidano El Generico e Paul London per il PWG Tag Team Titles ma non riescono a vincere. I due partecipano anche all'edizione 2011 del DDT 4 tournament, battendo i Cutler Brothers al primo turno ma perdendo contro Akira Tozawa e Kevin Steen in semifinale, vengono eliminati. Il 27 maggio, i due Kings of Wrestling si sfidano per il titolo, ma a prevalere è Castagnoli. Finalmente, i due vincono il PWG World Tag Team Championship alla Battle of Los Angeles 2011, battendo gli Young Bucks. Nel dicembre 2011, dopo aver perso i titoli, Hero lascia la PWG.

### Ring of Honor (2005–2011)

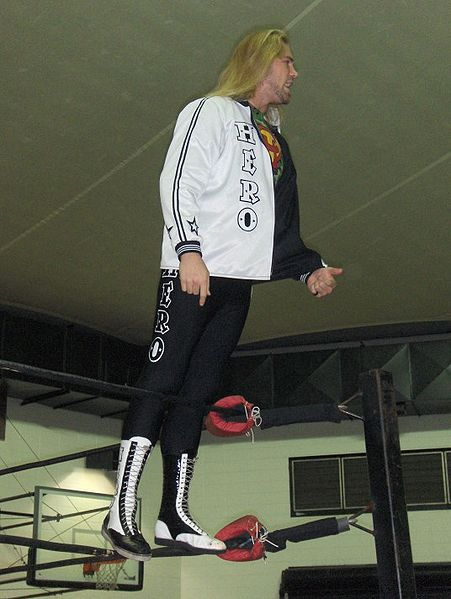
Chris Hero nell'agosto del 2008

Hero debutta nella Ring of Honor nel 2005, durante la rivalità fra CZW e ROH. Inizia a sfidare Bryan Danielson per il ROH World Championship. Il 14 gennaio 2006, perde il match. Hero e Necro Butcher iniziano ad interferire nei match della ROH, sfavorendo i suoi wrestlers. Curioso notare che in ROH era un Heel mentre in CZW un Face. Il 25 febbraio, tutto lo spogliatoio della CZW invade quello della ROH, prima di essere cacciato da Samoa Joe. La rivalità culmina l'11 marzo quando la CZW invade letteralmente la ROH interrompendo Samoa Joe e BJ Whitmer durante un loro match e distruggendo il ring. A ROH Best in the World 2005, Hero e Butcher assalgono Adam Pearce e il compagno di Hero, Claudio Castagnoli, effettua un Turn Face salvando Pearce. La settimana seguente, Hero e Necro attaccano Jim Cornette, BJ Whitmer e Pearce. Samoa Joe, infuriatissimo, dichiara guerra aperta alla CZW. Si arriva alla sfida, il 22 aprile al centesimo show della ROH, dove il Team CZW (Hero, Butcher e Super Dragon) batte il Team ROH (Joe, Whitmer e Pearce grazie anche all'aiuto di Castagnoli, che attacca Samoa Joe effettuando un nuovo Turn Heel. La sfida successiva avviene alle regole estreme della CZW in un 5 on 5 Cage of Death. Nonostante l'uomo di punta della ROH, Bryan Danielson, avesse attaccato Samoa Joe per dei problemi inerenti al titolo della ROH, quest'ultima riesce a vincere quando Homicide schiena Nate Webb. La sera successiva, la ROH si autoproclama vincitrice della guerra. Nonostante fosse stato bandito dalla ROH dopo la sconfitta, Hero invade ancora la promotion, battendo anche Colt Cabana e, successivamente, fa squadra con Claudio Castagnoli e Chad Collyer battendo Robbie Brookside, Colt Cabana e Nigel McGuinness. Nell'agosto 2006, Hero e Castagnoli rubano le cinture di coppia della ROH ai campioni in carica, ovvero Austin Aries e Roderick Strong. A Glory By Honor V, i Kings of Wrestling battono Aries e Strong e vincono ufficialmente le cinture di coppia. A causa di ciò, la ROH è costretta a mettere sotto contratto Hero, essendo egli un campione. Tuttavia, a Dethroned, il loro regno da campioni finisce, quando a sottrargli le cinture sono Christopher Daniels ed Evan Bourne.
Il 22 dicembre, a International Challenge, Larry Sweeney fa il suo debutto come manager di Hero e Castagnoli e i due battono i Briscoe Brothers. La notte dopo, a Final Battle 2006, perdono però il rematch contro i Briscoe. Dopo il match, viene annunciata la firma di Castagnoli e Hero stringe la mano al suo compagno e se ne va con Sweeney, dicendo che il 2007 sarebbe stato l'anno della rinascita di Chris. Hero, nonostante se la cavasse abbastanza bene anche in singolo, non ebbe il successo sperato e lottò in una rivalità con Nigel McGuinness. Sweeney forma così la Sweet N' Sour stable, formata da Hero, Sweeney, Tank Toland, Bobby Dempsey e Sara Del Rey. Con Sara, crea il titolo Undisputed Intergender Tag Team Championship, che non viene però riconosciuto dalla ROH. Sfida varie volte Homicide per il titolo della ROH. Dopo il licenziamento di Castagnoli dalla WWE, ritornano i Kings of Wrestling che però non riescono a conquistare le cinture di coppia.
Al Survival of the Fittest 2007, Hero sconfigge Austin Aries, Roderick Strong, Claudio Castagnoli, Rocky Romero e Human Tornado vincendo il torneo. Come premio, riceve una shot al titolo ROH, detenuto da Nigel McGuinness. Il match ha luogo a Glory By Honor VI, dove inizialmente Hero sottomette Nigel, ma il match viene fatto ripartire quando l'arbitro si accorge che McGuinness aveva toccato le corde. Subito dopo, Nigel intrappola Hero nella sua presa di sottomissione e lo obbliga a cedere. Il 27 giugno 2008, Hero batte il campione della Full Impact Pro, Roderick Strong in un match senza titolo in palio grazie all'aiuto di Larry Sweeney. La sera dopo, batte anche Pelle Primeau grazie all'aiuto di Sara Del Rey e nonostante Brent Albright avesse provato a farlo perdere. Il 26 luglio, Hero in coppia con Go Shiozaki vengono sconfitti da Naomichi Marufuji e Roderick Strong quanto quest'ultimo schiena Hero dopo un Cradle Backbreaker. Sul finire del 2008, Hero adotta una nuova manovra finale, un Rolling Elbow, in onore di Sweeney che lascia la ROH nel 2009. L'8 maggio 2009, non riesce a conquistare il titolo ROH poiché viene sconfitto dal campione Jerry Lynn. Il 25 luglio 2009, ottiene una grandissima vittoria, battendo l'ex WWF Lance Storm in un Grudge Match. Dopo ciò, ricomincia una rivalità con Eddie Kingston che si conclude a Final Battle 2009, quando Kingston batte Hero.
Alla fine di Final Battle 2009, dopo che i Briscoe Brothers avevano sconfitto Davey Richards e Eddie Edwards per il titoli di coppia ROH, Hero e Castagnoli si riuniscono attaccando i Briscoe mentre posavano per le cinture. I due adottano Shane Hagadorn e Sara Del Rey come manager e sconfiggono i Briscoe il 3 aprile 2010 a The Big Bang! vincendo i ROH World Tag Team Championship per la seconda volta. A Death Before Dishonor VIII, il 19 giugno, difendono i titoli contro i Briscoe in un No DQ Match. A luglio, la ROH annuncia il ritorno della Tag Wars, dove 12 tag teams si affrontano in tre blocchi a torneo per determinare i tre teams che andranno a sfidare i Kings of Wrestling per i ROH Tag Team Championships in un Ultimate Endurance Match. Il 28 agosto, Hero e Castagnoli battono i Dark City Fight Club (Jon David e Kory Chavis), The All Night Express (Kenny King e Rhett Titus) e i Briscoe Brothers, vincendo la Tag Wars e mantenendo i ROH World Tag Team Championships. Il 2 settembre, viene annunciato il prolungamento di contratto della ROH per Hero. A Final Battle 2010, i Kings of Wrestling terminano il loro feud con i Briscoe quando Jay, Mark e il loro padre Mike Briscoe, battono Hero, Castagnoli e Shane Hagadorn in un 6-man tag team match.
Il 4 gennaio 2011, Hero e Castagnoli diventano i campioni di coppia ROH con il regno più longevo battendo il precedente record dei Briscoe di 275 giorni. L'11 settembre 2010, i Kings of Wrestling battono Charlie Haas e Shelton Benjamin a Glory By Honor IX. A SoCal Showdown II, però, il The World Greatest's Tag Team vince il rematch. Il 26 febbraio, i Kings of Wrestling battono Kenny King e Rhett Titus mantenendo i titoli di coppia. Il 1º aprile, a Honor Takes Center Stage, i Kings of Wrestling perdono i titoli di coppia contro Haas e Benjamin fermando il contatore regni a 363 giorni. Il 7 maggio, Hero perde anche il match valido per il titolo ROH contro Eddie Edwards. Nel rematch valido per le cinture di coppia, i Kings of Wrestling non riescono a trionfare. Questa sarà l'ultima apparizione del team poiché Castagnoli rifirma con la WWE nel dicembre 2011. A Gennaio 2012, ha un'ultima rivalità con Roderick Strong, ma perde sia da lui, sia dal suo compagno Michael Elgin.

### WWE (2011–2013)

#### Florida Championship Wrestling (2011–2012)
A febbraio 2012, Spradlin firma un contratto di sviluppo con la WWE e viene spedito in Florida Championship Wrestling per allenarsi meglio e assume il ring name di Kassius Ohno. Debutta ufficialmente in FCW il 23 febbraio, dove sconfigge per KO tecnico Xavier Woods. Il 2 marzo, al Kissimmee Show, subisce la prima sconfitta in un Triple Threat match che viene vinto da Antonio Cesaro. Il match comprendeva anche Bo Dallas. Il giorno seguente, perde un altro Triple Threat match in favore di Dallas, ma questa volta il secondo avversario era Damien Sandow. Nei tapings del 15 marzo, batte in singolo Benicio Salazar ma la settimana seguente, subisce anche la sua prima sconfitta da singolo per mano di Bo Dallas. Al Tampa Show del 29 marzo, vince un Triple Threat contro Jiro e Rick Victor. Nei tapings del 4 aprile, non riesce a vincere il titolo FCW poiché perde contro il campione Seth Rollins. Il giorno dopo, fa coppia con Eli Cottonwood in un Fatal 4-Way Tag vinto da Jason Jordan e Richie Steamboat. Al Tampa Show del 12 aprile, Ohno perde un 10-man Tag team match in squadra con Antonio Cesaro, Big E Langston, Leo Kruger e Brad Maddox contro Bo Rotundo, CJ Parker, Mike Dalton, Richie Steamboat e Seth Rollins. Nei tapings del 26 aprile, partecipa ad un mini torneo per decretare il primo sfidante al titolo FCW: batte prima Antonio Cesaro per squalifica e, successivamente però, perde contro Bo Dallas non ottenendo la title shot.  Al Tampa Show del 3 maggio, batte Antonio Cesaro in uno Human Steel Cage match e, nei tapings del 24 maggio, batte Garrett Dylan. Il 7 giugno, perde il Fatal 4-Way valido per il titolo FCW in favore del campione Rollins e nella contesa c'erano anche Bo Dallas e Leo Kruger.

#### NXT(2012–2013)
Nella puntata di NXT del 4 luglio, Ohno debutta sconfiggendo con la KO Mike Dalton. A fine match, tiene un promo dove dice che quando schianta a terra i suoi avversari, esclama OH NO!. Combatte nuovamente l'8 agosto, sconfiggendo CJ Parker. Nella puntata del 22 agosto, Ohno sconfigge Jake Carter, ma a fine match viene attaccato da Richie Steamboat. Il 5 settembre, Ohno e Steamboat si affrontano, ma il match finisce dopo poco per squalifica, poiché Ohno infila le dita negli occhi al suo avversario. Nella stessa puntata, nel backstage, discute animosamente con il padre di Steamboat, Ricky Steamboat. Il 12 settembre, appare nel backstage, dicendo di essere molto arrabbiato per come la gente non si renda conto della sua cattiveria e promette di far vedere a tutti di cosa è capace. Come promesso, Ohno dà sfogo alla sua rabbia nella sua "Sparring Session" dove distrugge gli avversari in pochissimo tempo. La prima vittima è Oliver Grey che cede quasi subito ad una manovra di sottomissione, successivamente, Kassius prende il microfono e dice di voler dare un'altra possibilità a Grey. Una volta partito il rematch, Grey cede di nuovo dopo pochissimo tempo, ma a liberarlo arriva Richie Steamboat, che fa fuggire Ohno. La settimana successiva, Ohno perde un match contro il rivale Richie Steamboat nel main event della serata, e dopo il match lo attacca nuovamente chiudendolo nella sua manovra di sottomissione. Il 21 novembre, avrebbe dovuto combattere nel Main Event contro Baretta, ma quest'ultimo viene attaccato da Leo Kruger nel backstage e il suo posto viene preso da Richie Steamboat che sconfigge Ohno, chiudendo così la faida.
Durante la prima puntata di NXT del 2013, Ohno fa coppia con Leo Kruger, sconfiggendo gli International Airstrike, qualificandosi per il torneo per decretare i primi detentori dell'NXT Tag Team Championship. Battono Alex Riley e Derrick Bateman al primo turno ma vengono poi eliminati da Adrian Neville e Oliver Grey. Il 10 aprile, affronta il veterano William Regal, con il quale aveva avuto diverse accese discussioni nelle settimane precedenti, perdendo l'incontro. Il 5 giugno ha l'opportunità di conquistare l'NXT Tag Team Championship detenuti dalla Wyatt Family (Luke Harper e Erick Rowan), insieme a Corey Graves, ma perdono l'incontro. Al suo ritorno perde per due volte di fila contro Luke Harper.
L'8 novembre 2013, viene svincolato dalla WWE.

### Ritorno nel circuito indipendente (2013–2016)
Chris Hero combatte il suo primo match fuori dalla WWE il 16 novembre 2013, sconfiggendo "Hurricane" Shane Helms in un evento della Pro Wrestling Syndicate. Il 17 novembre 2013 Hero partecipa all' PPV della Dragon Gate USA "Freedom Fight", dove viene sconfitto da Johnny Gargano per l'Open the Freedom Gate Championship. Il 20 dicembre Hero sfiderà Adam Cole per il PWG World Championship durante l'evento "All Star Weekend", ospitato dalla Pro Wrestling Guerrilla.
Chris Hero fa il suo ritorno in Ring of Honor il 14 dicembre 2013 a Final Battle, attaccando dopo la fine del main event il ROH World Champion Adam Cole e Matt Hardy. Nella puntata di ROH TV dell'11 gennaio 2014 Hero perde il suo match di ritorno contro Kevin Steen a causa di una distrazione da parte della Decade. Nella puntata del 15 febbraio Chris Hero e Michael Elgin sconfiggono Jay e Mark Briscoe e la coppia formata da Adam Cole e Matt Hardy in un triple threat tag team elimination match. Grazie allo schienamento decisivo di Hero ai danni di Cole, questi si candida come primo contendente al ROH World Championship.

### Ritorno in WWE (2016–2020)

#### NXT(2016–2019)
Nel dicembre del 2016 venne annunciato che Spradlin aveva firmato con la WWE, venendo nuovamente collocato nel territorio di sviluppo di NXT, adottando questa volta il ring name Kassius Ohno. Il suo ritorno ufficiale è avvenuto il 5 gennaio 2017 quando ha avuto, durante un live event, un confronto con l'NXT Champion Shinsuke Nakamura. Ohno ha fatto il suo ritorno televisivo durante la puntata di NXT del 22 febbraio salvando No Way Jose da Bobby Roode; nella stessa puntata Ohno ha sconfitto Elias Samson, costringendolo ad abbandonare lo show. Nella puntata di NXT del 15 marzo Ohno ha affrontato Roode per l'NXT Championship ma è stato sconfitto. Il 1º aprile, a NXT TakeOver: Orlando, Ohno (il quale aveva preso il posto di No Way Jose), Roderick Strong, Tye Dillinger e Ruby Riot sono stati sconfitti dai SAnitY (Alexander Wolfe, Eric Young, Killian Dain e Nikki Cross). In seguito, Ohno ha iniziato una faida con Hideo Itami: dopo aver avuto un confronto, nella puntata di NXT del 7 giugno Ohno ha salvato Oney Lorcan dallo stesso Itami. Nella puntata di NXT del 21 giugno Ohno è stato sconfitto da Aleister Black. Nella puntata di NXT del 26 luglio Ohno ha sconfitto Itami per squalifica. Nella puntata di NXT del 6 settembre Ohno ha sconfitto Itami in un No Disqualification match, chiudendo la faida. Nella puntata di NXT dell'8 novembre il General Manager di NXT, William Regal, ha annunciato che Ohno avrebbe affrontato Lars Sullivan a NXT TakeOver: WarGames. Il 18 novembre, in tale evento, Ohno è stato sconfitto da Sullivan. Nella puntata di NXT del 6 dicembre Ohno è stato sconfitto da Johnny Gargano, fallendo nell'opportunità di inserirsi in un Fatal 4-Way match per determinare il contendente nº1 all'NXT Championship di Andrade "Cien" Almas. Nella puntata di NXT del 10 gennaio 2018 Ohno ha sconfitto Raul Mendoza. Il 27 gennaio, a NXT TakeOver: Philadelphia, Ohno è stato sconfitto da Velveteen Dream. Nella puntata di NXT del 21 marzo Ohno è stato sconfitto da Adam Cole. Nella puntata di NXT del 9 maggio Ohno è stato sconfitto da Tommaso Ciampa. Nella puntata di NXT del 13 giugno Ohno è stato sconfitto da EC3. Nella puntata di NXT del 18 luglio Ohno ha sconfitto il jobber Rick Ramirez. Il 17 novembre, a NXT TakeOver: WarGames II, Ohno è stato sconfitto dal debuttante Matt Riddle in soli sette secondi. Il 26 gennaio 2019, a NXT TakeOver: Phoenix, Ohno è stato sconfitto nuovamente da Matt Riddle.

#### NXT UK(2019–2020)
Il 22 febbraio 2019 Ohno passò al roster di NXT UK. Nella puntata del 2 aprile 2020 partecipò ad una 20-man Battle Royal per determinare il contendente nº1 all'NXT United Kingdom Championship di Walter ma venne eliminato.
Il 16 aprile 2020 venne licenziato dalla WWE.

## Personaggio

### Mosse finali
- Come Chris Hero
  - Cerebral Cortex Rolling Elbow / Death Blow / Hangman's Elbow (Discus elbow smash alla parte posteriore della testa dell'avversario)
  - Cyclone Kill (Discus big boot)
  - Death is Welcome (Lifting rolling cutter)
  - Hangman's Clutch (Stepover toehold inverted cravate)
  - Hangman's Clutch II (Arm trap inverted cravate)
  - Hangman's Clutch III (Inverted cravate/Standing leg grapevine combination)
  - Hangman's Clutch Facebuster (Cravate contorta in una sitout facebuster)
  - Hero's Welcome Championship Edition (Wrist–lock scoop lift in una sitout scoop slam piledriver)
  - Hero's Welcome (Rolling cutter, a volte mentre applica una hammerlock)
  - Rip Cord Rolling Elbow (Wrist–lock transizionata in un short-arm discus elbow smash)
  - Rivera cloverleaf – innovatore; nominata come tributo a Jorge "Skyade" Rivera
  - Rubik's Cube (Electric chair driver)
  - Stretch Plum Alpha (Stretch plum)
  - Super Hero's Welcome (Jumping rolling cutter)
- Come Kassius Ohno
  - Cyclone Crush (Rolling knee)
  - Kassius Klutch (Arm trap inverted cravate chinlock)
  - KO (Discus elbow smash)
  - Ohno Blade (Inverted headlock transizionata in un discus elbow smash alla parte posteriore della testa dell'avversario)

### Soprannomi
- "The Mack Daddy of the Cravate"
- "The Savior of CZW"
- "That Young Knockout Kid"
- "The Knockout Artist"
- "The Wrestling Genius"

### Wrestler allenati
| - Absolute Andy - Adam Polak - Aero - Amasis - Andres Diamond - Andrew Patterson - Andy Sumner - Ares - Big Sick Ben - Chris Bernardi - Black Jack Marciano - Bryce Remsburg - Chris Kole - Cesaro (wrestler)Claudio Castagnoli - Crew Spence - Crossbones - Cuefa | - Danny Havoc - Darksoul - Dragon Dragon - Drake Younger - Drew Gulak - Eddie Kingston - Emil Sitoci - Fire Ant - Frightmare - Gran Akuma - Guy Alexander - Hallowicked - Hydra - Icarus - J. C. Bailey - Jigsaw - Kaio | - Kobra - Kyle Maverick - Lance Steel - Larry Sweeney - Lazio - Lince Dorado - Marc Roudin - Marty Fabz - Mickie Knuckles - Mr. Excellent - Nadia Nyce - Ophidian - Orange Cassidy - Orion - Ravage - Red Devil - Shane Storm | - Reed Bentley - Scorpion - ShareCropper - Soldier Ant - Tassilo Jung - Terry Daniels - tHURTeen - Tim Donst - Tommy End - Trik Davis - UltraMantis Black - Vin Gerard - Vries Kastelein - Wesley Croton - Worker Ant |

## Titoli e riconoscimenti
- AAW: Professional Wrestling Redefined
  - Jim Lynam Memorial Tournament (2016)
- Alternative Pro Wrestling
  - APW Worldwide Internet Championship (1)
- Alternative Championship Wrestling
  - ACW Heavyweight Championship (1)
- Chikara
  - Chikara Campeonatos de Parejas (1) – con Claudio Castagnoli
  - Tag World Grand Prix (2006) – con Claudio Castagnoli
- Combat Zone Wrestling
  - CZW Iron Man Championship (1)
  - CZW World Tag Team Championship (2) – con Claudio Castagnoli
  - CZW World Heavyweight Championship (1)
  - Last Team Standing (2006) – con Claudio Castagnoli
- Coliseum Championship Wrestling
  - CCW Heavyweight Championship (3)
  - CCW Tag Team Championship (1) – con John Caesar
- DDT Pro-Wrestling
  - Ironman Heavymetalweight Championship (1)
- Evolve
  - Evolve Championship (1)
- Grand Pro Wrestling
  - GPW Heavyweight Championship (1)
- Hard Core Wrestling
  - HCW Tag Team Championship (1) – con Danny Blackheart
- Impact Championship Wrestling
  - ICW Heavyweight Championship (1)
- Independent Wrestling Association Mid-South
  - IWA Mid-South Heavyweight Championship (4)
  - Strong Style Tournament (2005)
  - Sweet Science Sixteen (2000)
- IWA East Coast
  - IWA East Coast Heavyweight Championship (2)
- Juggalo Championship Wrestling
  - JCW Tag Team Championship (1) – con Claudio Castagnoli
- NWA West Virginia / Ohio
  - NWA WV/OH Junior Heavyweight Championship (1)
- Northern States Wrestling Alliance
  - NSWA Heavyweight Championship (1)
- Pro Wrestling Guerrilla
  - PWG World Championship (1)
- Pro Wrestling Illustrated
  - 36º nella classifica dei 500 migliori wrestler su PWI 500 (2011)
- Ring of Honor
  - ROH World Tag Team Championship (2) – con Claudio Castagnoli
  - Undisputed World Intergender Heavyweight Tag Team Championship (1)1 – con Sara Del Rey
  - Survival of the Fittest (2007)
  - Tag Wars (2010) – con Claudio Castagnoli
- SoCal Uncensored Awards
  - Match of the Year (2008) vs. Low Ki a PWG 2008 Battle of Los Angeles – Stage Two, 2 novembre 2008
  - Match of the Year (2009) vs. Bryan Danielson a PWG Guerre Sans Frontières, 4 settembre 2009
- Unified Championship Wrestling
  - UCW Television Championship (1)
- Violent Championship Wrestling
  - VCW Tag Team Championship (2) – con Porno the Clown
  - VCW Triple Threat Championship (2)
- westside Xtreme wrestling
  - wXw World Heavyweight Championship (1)
  - wXw World Tag Team Championship (1) – con Marc Roudin
  - 16 Carat Gold Tournament (2007)
- Wrestling Observer Newsletter
  - Tag Team of the Year (2010) con Claudio Castagnoli
- Xtreme Intense Championship Wrestling
  - XICW Heavyweight Championship (1)
- Altri riconoscimenti
  - Jeff Peterson Cup (2007)

1  Titolo ufficialmente non riconosciuto dalla Ring of Honor.